# Zuzanna Radecka
Zuzanna Anna Radecka-Pakaszewska (ur. 2 kwietnia 1975 w Rudzie Śląskiej) – polska lekkoatletka, olimpijka.

## Kariera sportowa
Specjalizowała się w biegach krótkodystansowych, początkowo na 100 metrów i 200 metrów, a w późniejszym czasie na 400 metrów.
Dwukrotnie startowała na igrzyskach olimpijskich. W Sydney (2000) wystąpiła na 200 metrów (odpadła w eliminacjach) i w sztafecie 4 × 100 metrów (odpadła w półfinale), a w Atenach (2004) w sztafecie 4 × 400 metrów (4. miejsce w finale). 
Uczestniczyła w Mistrzostwach świata w Sewilli 1999, gdzie wystąpiła w sztafecie 4 × 100 m (7. miejsce) i na 200 m, oraz w Mistrzostwach świata w Helsinkach 2005, gdzie biegła w eliminacjach w sztafecie 4 × 400 m (w finale sztafeta była czwarta).
Zdobyła brązowy medal w sztafecie 4 × 400 m podczas Mistrzostw Europy w Monachium 2002. Biegła wówczas także na 200 m oraz w eliminacjach w sztafecie 4 × 100 m.
Podczas Uniwersjady w 1999 rozgrywanej w Palma de Mallorca zdobyła 2 srebrne medale – w biegu na 200 metrów oraz sztafecie 4 × 100 metrów.
Zdobywała tytuły mistrzyni Polski na 100 metrów i 200 metrów w 1999 i 2000 oraz w hali na 60 metrów i 200 metrów w tych samych latach. W 2007 została mistrzynią Polski na 400 metrów.
Reprezentowała AZS-AWF Katowice.

## Rekordy życiowe
- 60 metrów (hala) – 7,28 (2000)
- 100 metrów – 11,29 (2000)
- 200 metrów – 22,96 (1999 i 2000)
- 200 metrów (hala) – 23,36 (1999)
- 400 metrów – 51,58 (2005)
- 400 metrów (hala) – 52,54 (2007)
- 100 metrów przez płotki – 13,83 (1998)